# Nagycsűr község
Nagycsűr község (románul: Comuna Şura Mare) község Szeben megyében, Romániában. Központja Nagycsűr, beosztott falva Kakasfalva.

## Fekvése
Nagyszebentől északkeletre 7 kilométer távolságra található. További szomszédai: nyugaton Vízakna, északon és északkeleten Szelindek és Vurpód községek, délkeleten Szászújfalu és Szenterzsébet. A Nagyszebent Medgyessel összekőtő DN14-es főúton közelíthető meg. 

## Népessége
1850-től a népesség alábbiak szerint alakult:
| Lakosok száma | 2097 | 2474 | 2876 | 3231 | 3738 | 4079 | 2932 | 3309 | 3769 | 4529 |
|               | 1850 | 1880 | 1900 | 1920 | 1941 | 1977 | 1992 | 2002 | 2011 | 2021 |

A 2011-es népszámlálás adatai alapján a község népessége 3769 fő volt, melynek 87,53%-a román és 4,75%-a roma. Vallási hovatartozás szempontjából a lakosság 85,83%-a ortodox, 2,52%-a görögkatolikus és 2,31%-a pünkösdista.

## Nevezetességei
A község területéről az alábbi épületek szerepelnek a romániai műemlékek jegyzékében:
- a kakasfalvi erődtemplom (LMI-kódja SB-II-m-B-12398)
- a nagycsűri Angyali üdvözlet templom(wd) (SB-II-m-B-12566)
- a nagycsűri erődtemplom (SB-II-a-A-12565)

## Híres emberek
- Nagycsűrről származott Goblinus, gyulafehérvári katolikus püspök (1376–1386).[7]